# Youlan (prinses-gemaal)

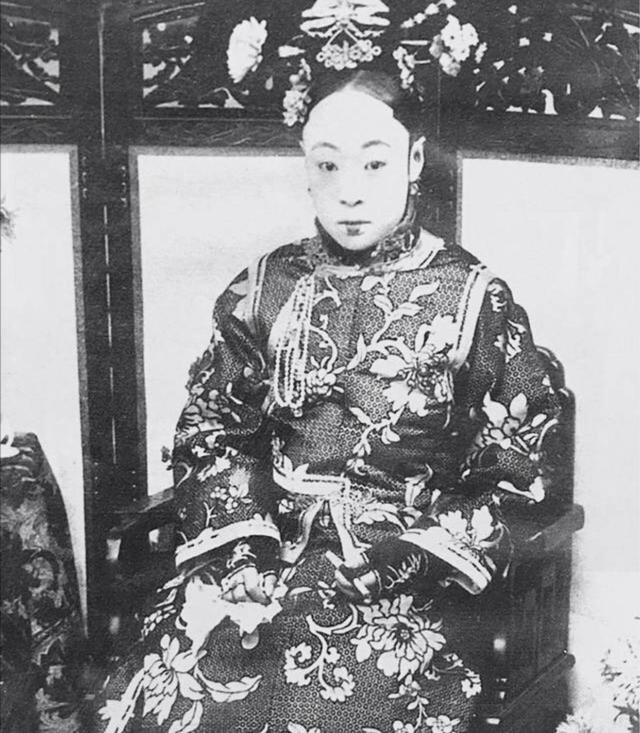
Youlan

Youlan (幼兰) (1884-1921), was de moeder van de laatste Chinese keizer Puyi, ook bekend als de Xuantong keizer. Ze was getrouwd met Zaifeng, Prins Chun en werd moeder van een zoon, Puyi's jongere broer Pujie, en drie dochters.
Zij was de dochter van de Mantsjoe Ronglu (荣禄) (1836 - 1903) uit de Guwalgiya clan. Ronglu was een fervent supporter en neef van keizerin-weduwe Cixi. Ze beloonde hem voor zijn steun door zijn dochter in de keizerlijke familie in te laten huwen. Het huwelijk was echter ongelukkig, mede omdat Zaifeng niet hield van haar vader. Aanvankelijk was ze Zaifengs bijvrouw, maar ze werd verheven gemalin nadat zijn eerste echtgenote overleed.
Youlan werd gescheiden van haar zoon, toen hij op driejarige leeftijd tot keizer van China werd gekroond.. Haar werd zelden toegestaan om hem te zien, zijn opvoeding werd uitgevoerd door eunuchen. De rol van de moeder werd ingevuld door zijn verpleegster, Wen-Chao Wang. Zij woonde in haar paleis in Peking, de Noordelijke Residentie in Peking (北府), met haar man. In 1911 trouwde haar ongelukkige man met een concubine, bij wie hij meerdere kinderen had.
Youlan pleegde zelfmoord in 1921 door het slikken van opium nadat zij door Gemalin Duankang werd bekritiseerd voor het wangedrag van haar zoon, de keizer. Youlan was het laatste lid van de Guwalgiya-clan.